# Erich Reifschneider
Erich Reifschneider, né le 7 septembre 1957 à Bad Nauheim (Hesse), est un patineur artistique allemand, triple champion ouest-allemand entre 1973 et 1975.

## Biographie

### Carrière sportive
Erich Reifschneider est triple champion d'Allemagne de l'Ouest en 1973, 1974 et 1975.
Il représente son pays à trois championnats européens (1973 à Cologne, 1974 à Zagreb et 1975 à Copenhague) et deux mondiaux (1973 à Bratislava et 1974 à Munich). Il ne participe jamais aux Jeux olympiques d'hiver.
Il arrête sa carrière sportive après les championnats européens de 1975, à l'âge de 17 ans.

### Reconversion
Erich Reifschneider travaille comme médecin à Florstadt en Hesse.

## Palmarès
| Compétitions principales            | 1971    | 1972    | 1973    | 1974    | 1975    |  |  |  |  |  |  |  |  |  |  |
| Jeux olympiques d'hiver             |         |         |         |         |         |  |  |  |  |  |  |  |  |  |  |
| Championnats du monde               |         |         | 15e     | 14e     |         |  |  |  |  |  |  |  |  |  |  |
| Championnats d’Europe               |         |         | 12e     | 12e     | 13e     |  |  |  |  |  |  |  |  |  |  |
| Championnats d'Allemagne de l'Ouest | 2e      | 2e      | 1er     | 1er     | 1er     |  |  |  |  |  |  |  |  |  |  |
|                                     |         |         |         |         |         |  |  |  |  |  |  |  |  |  |  |
| Autre Compétition                   | 1970/71 | 1971/72 | 1972/73 | 1973/74 | 1974/75 |  |  |  |  |  |  |  |  |  |  |
| Skate Canada                        |         |         |         | 7e      |         |  |  |  |  |  |  |  |  |  |  |
|                                     |         |         |         |         |         |  |  |  |  |  |  |  |  |  |  |